# Bruchophagus borealis
Bruchophagus borealis är en stekelart som beskrevs av William Harris Ashmead 1894. Bruchophagus borealis ingår i släktet Bruchophagus och familjen kragglanssteklar. Inga underarter finns listade.